# Kristiansund (localitate)
Kristiansund este o localitate din comuna Kristiansund, provincia Møre og Romsdal, Norvegia, cu o suprafață de 7,91 km² și o populație de 18.002 locuitori (2013).